# تتا عقاب
تتا عقاب یک ستاره است که در صورت فلکی عقاب قرار دارد.